# Gibraltiska köket
Gibraltiska köket är resultatet av en lång relation mellan andalusier och britter, såväl som de många utländningar som flyttade till Gibraltar under de senaste tre århundradena. De kulinariska influenserna inkluderar de från det maltesiska köket, italienska köket (i huvudsak Genua), portugisiska köket, andalusiska köket och engelska köket. Blandningen av smaker har givit Gibraltar en eklektisk mix mellan medelhavsköket och engelska köket.

## Typiska rätter

### Pasta

#### Rosto
Populära lokala pastarätter av italienskt ursprung består av penne i en tomatsås med nötkött eller emellanåt fläskkött, svamp och morötter (bland andra ingredienser beroende på familjetraditioner) och garnerat med riven edamerost. Etymologin är okänd, även om det finns en teori som säger att det kommer från italienskans arrosto som betyder att steka då många liknande rätter i Italien äts med stekt fläskkött istället.

#### Fideos al horno
Denna rätt liknar den maltesiska rätten mqarrun il-forn (gräddade makaroner), som består av makaroner, köttfärssås och olika andra ingredienser som ägg och bacon som varierar i olika familjer. Makaronerna garneras ofta med ett lager riven ost eller béchamelsås som smälter under gräddningen och hjälper till att binda. Även om rättens huvudingrediens är makaroner betyder namnet fideos al horno 'gräddade nudlar' på spanska.

### Bröd

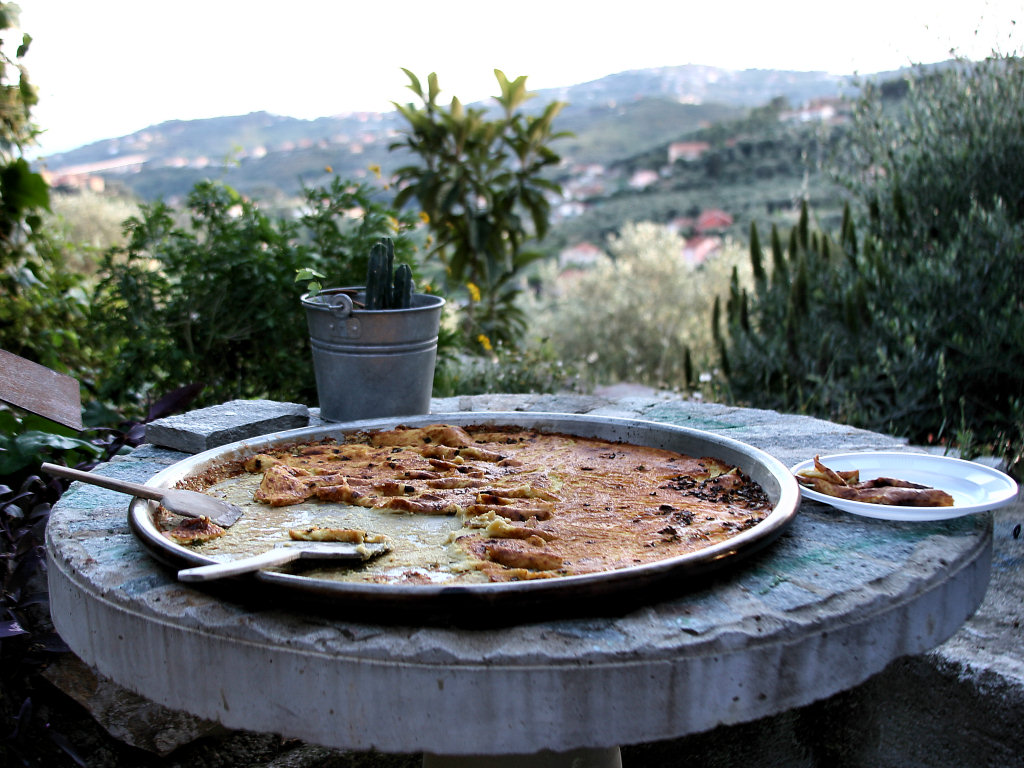
Gibraltisk Calentita liknar den italienska rätten farinata.

#### Aptitretare

##### Calentita
Calentita är en lokalt bakad brödliknande rätt som liknar den italienska rätten farinata. Den görs på kikärtsmjöl, vatten, olivolja, salt och peppar. Ordet calentita kommer från det spanska ordet caliente som betyder varm. Den namngavs förmodligen under 1900-talets början när gatuförsäljare skrek ut ordet "Calentita!" för att informera människor om att den var nybakad. Den sista gatuförsäljaren som sålde brödet, Paloma, är fortfarande ihågkommen av äldre generationer. Calentita anses vara Gibraltars nationalrätt.

##### Panissa
Panissa är en brödliknande rätt som liknar calentitan. Rätten har sitt ursprung ur en genuesisk rätt med samma namn. Till skillnad från calentitan tillagas ingredienserna först i en panna för att få en pasta som därefter lämnas. När den polentaliknande degen är klar skärs den i små strimlor och friteras i olivolja.

#### Söta bröd

##### Bollo de hornasso
Bollo de hornasso är ett sött och torrt bröd som liknar det spanska brödet hornazo som görs på vetemjöl, socker, ägg, smör och anis. Bollos de hornasso äts runt påsk i Spanien, men är även populära vid jul i Gibraltar. Gibraltariska hornassos kan vanligtvis skiljas från spanska genom att de inte dekoreras med hårdkokta ägg. De glaseras ofta med vispade ägg och ibland dekorerade med strössel.

##### Pan dulce
Pan dulce är ett sött frukt- och nötbröd som äts vid jul. Ordet betyder sött bröd på spanska, men kommer från Italien genom rätten panettone. Dess huvudingrediens kan vara ister, margarin, socker, vetemjöl, blancherade mandlar, russin, vindruvor, pinjenötter, kanderad frukt, ägg, anis med flera. Den dekoreras ibland med strössel likt bollo de hornasso.

### Kött

#### Rolitos
Rolitos är en tunn skiva nötkött som omger ströbröd, bacon, ägg, oliver, grönsaker och örter. Dessa kan gräddas, friteras eller kokas i vin. Rolitos är en rätt av maltesiskt ursprung, och liknar den maltesiska rätten braġjoli. Den är även känd som beef olives på engelska, även om vissa gör den med fläskkött eller kyckling istället. Ordet rolito kommer från det spanska ordet rollo som betyder rulle, då köttet är rullat omkring de andra ingredienserna.

### Bakverk

#### Japonesa
Japonesa, spanska för japansk dam, är en söt, friterad munk som är fylld med en slags kräm. De äts vanligtvis vid en terrass eller som dessert. Etymologin är okänd men den liknar den japanska dorayakin.